# Пария (фильм, 1998)
«Пария» — американский драматический фильм 1998 года сценариста и режиссёра Рэндольфа Крета. Главные роли исполнили Деймон Джонс, Дэйв Орен Уорд и Анджела Джонс.

## Краткое содержание
Групповое изнасилование компанией неонацистов афроамериканской женщины Сэм (Элекса Уильямс), становится причиной её самоубийства. Её белый парень Стив (Дэймон Джонс) не видит другого выхода, кроме как отомстить, и решает проникнуть в банду. В качестве члена банды он получает более чёткое представление о причинах, стоящих за неонацистским движением, но в конечном итоге он сталкивается с выбором: совершить убийство, чтобы доказать свою лояльность или раскрыть своё прикрытие.

## В ролях
| Актёр                  | Роль                       |
| ---------------------- | -------------------------- |
| Дэймон Джонс           | Стив                       |
| Дэйв Орен Уорд         | Крю                        |
| Дэвид Ли Уилсон        | Дэвид Ли                   |
| Айми Чаффин            | Сисси                      |
| Анджела Джонс          | Анджела                    |
| Анна Пэджетт           | Лекс                       |
| Дэн Уин                | Джоуи                      |
| Энн Руссо              | детка                      |
| Брэндон Слейтер        | пончик                     |
| Джейсон Поузи          | Кевин                      |
| Крис Ярецки            | высокий парень             |
| Теренс Вашингтон       | Марио                      |
| Орландо Эстрада        | Аарон                      |
| Роберт Харгетт         | Роб                        |
| Тайрон Янг             | Тай                        |
| Элекса Уильямс         | Сэм                        |
| Тюпело Джереми         | Рейчел                     |
| Рэй Уодсворт           | Бобби                      |
| Келли МакКрири         | сестра Стива               |
| Джо Вуд                | отец Крю                   |
| Жан Роуз               | бабушка                    |
| Клинт Кертис           | проповедник                |
| Линн Оделл             | мать Дэвида Ли             |
| Майкл Тернер           | Рэй-отчим                  |
| Ричард Бернард         | Ричард                     |
| Реймонд Куха           | Рэй                        |
| Марк Эйтцел            | трансвестит                |
| Дженнифер Джин Снайдер | проститутка                |
| Дэн Стэнли             | чиновник                   |
| Джейн Риз              | мать Сэма                  |
| Трэйси Хаус            | Трэйси                     |
| Билл Стивенс           | Билл                       |
| Лиза Келлер            | девушка, на которую напали |
| Кэтрин Табер           | её подруга                 |
| Йозеф Снайдер          | избитый еврей              |
| Джей Джанкабутука      | жертва на вечеринке        |
| Дилан Вуд              | Дилан                      |
| Нильс Эриксон          | продавец автомобилей       |

## История создания
Рэндольф Крет написал сценарий и снял фильм, основанный на инциденте из жизни друга. Набор саундтреков Скотта Грусина к фильму включает песни антирасистских хардкорных групп «Minor Threat», «Social Unrest» и «Wives».

## Критика
Роджер Эберт писал: «Годар сказал, что один из способов критиковать фильм — снять другой фильм. „Пария“, со своим грубым и пристальным взглядом на субкультуру скинхедов, — это фильм, который я хотел бы показать тем поклонникам „Бойцовского клуба“, которые заверили меня в величии этого фильма». Эберт дал фильму три звезды из четырёх. «Лос-Анджелес таймс» назвала фильм «изменчивой, острой картиной сильного внутреннего воздействия». «Телегид» назвал его «благонамеренной, но смешной драмой мести». Билл Гиброн из DVD Talk оценил его на 3 из 5 звёзд и написал, что, хотя фильм реалистичен, он не может развлекать зрителей. В негативном отзыве Майкл Аткинсон из «The Village Voice» написал: «У Крета явно сердце на месте: ненависть — это плохо. Если бы только правота была всем, что нам нужно». На Rotten Tomatoes фильм имеет рейтинг 47 %, основанный на семнадцати обзорах.
Обозреватель New York Times А. О. Скотт прокомментировал, что тема «обычного, толерантного белого человека, идущего под прикрытием в мир экстремальной расовой ненависти», была многообещающей и добавляет, что фильм начинается закадровым голосом преподобного доктора Мартина Лютера Кинга-младшего, предупреждающего, что «расизм — это болезнь до смерти». Он сравнивает «Парию» с фильмом Константина Коста-Гавраса 1988 года «Преданный» с Деброй Вингер и Томом Беренджером, в котором был аналогичный сюжет. Он также написал, что «расистский экстремизм — это проблема. Нам нужны фильмы, которые её решают. Скорее всего, вы уже согласны с этими предложениями. Вся „Пария“ успешна в том, что кричит на вас на максимальной громкости снова и снова и снова».

## Прокат и релизы
Фильм, написанный и снятый режиссёром Рэндольфом Кретом, был представлен на кинофестивале Slamdance в 1998 году перед ограниченным релизом в кинотеатрах.